# سیارک ۲۷۹۶
سیارک ۲۷۹۶ (به انگلیسی: 2796 Kron، نامگذاری:1980EC) دو هزار و هفتصد و نود و ششمین سیارک کشف شده‌است که در ۱۳ مارس ۱۹۸۰ کشف شد.
قدر مطلق سیارک برابر ۱۲٫۳۰ است.